# کارکردگرایی (فلسفه ذهن)
کارکردگرایی یکی از رویکردها در فلسفه ذهن است. ایده اصلی در این رویکرد آن است که حالت‌های ذهنی (باورها، خواست‌ها، احساس درد داشتن و ...) فقط از طریق نقش کارکردی خود ایجاد می‌شوند؛ یعنی همان روابط علی و معلولی با سایر حالت‌های ذهنی، ورودی‌های حسی و خروجی‌های رفتاری هستند.